# José Antonio Amaya
José Amaya (Barranquilla, Atlántico, Colombia; 16 de julio de 1980) es un exfutbolista colombiano. Jugaba de volante central.

## Vida personal
José Antonio Amaya Pardo, su padre fue jugador de fútbol de la época de los 70 y 80, destacándose como uno de los mejores laterales izquierdos de la historia del Atlético Junior, incluso su apodo de Ringo se lo debe a que su padre también le decían de esa manera, haciendo remembranza del Ringo de las películas del oeste, es el menor de tres hermanos, Armando Rafael Amaya Pardo y Kevin Alexander Amaya Pardo. Estudio en el colegio Loperena de Valledupar, hizo parte del Atlético Cesar de la extinta categoría primera C, siendo su primer paso, para luego más tarde llegar con tan solo 17 años a jugar futbol profesional, en el Atlético Junior.

## Trayectoria

### Junior
En el año de 1998 se vinculó, a través de un proceso deportivo, de las divisiones menores del Junior de Barranquilla, llegando a ser parte del equipo profesional.
Prestó sus derechos deportivos al Junior hasta el año 2004, en el que consiguió su primer título como futbolista profesional, al derrotar al Atlético Nacional de Medellín, en el Torneo Finalización.
El partido de ida se jugó en Barranquilla, en el estadio Metropolitano Roberto Meléndez, y terminó con victoria del Junior por 3-0. La vuelta se disputó en el estadio Atanasio Girardot. Finalizando con el resultado de 5-2, a favor del Atlético Nacional. Esto supuso un empate en la final, que se tuvo que decidir con el lanzamiento de tiros desde el punto penal, donde el Junior ganó 5-4.

### Atlético Nacional
Amaya es transferido al Atlético Nacional de Medellín en enero del año 2005, por petición expresa del técnico Santiago Escobar Saldarriaga, para conformar un equipo fuerte y competente para el torneo colombiano de ese año.
Amaya, a lo largo de campeonato, estuvo relacionado con grandes jugadores de la institución como Mauricio "Chicho" Serna, Víctor Hugo Aristizábal, Edixon Perea, Humberto Mendoza, Jair Rambal, entre otros. Con el club ganó el Torneo Apertura 2005 tras superar al Santa Fe de Bogotá, venciendo por 2-0.
Luego de lograr el título, participó en la Copa Libertadores 2006, donde el Nacional fue eliminado por la Liga Deportiva Universitaria de Quito en los octavos de final.
Después fue convocado para jugar en la selección colombiana, preparándose para participar en mundial del 2010 en Sudáfrica. En ese mismo año, 2007 logró una temporada perfecta con el Atlético Nacional ganando los dos campeonatos del año en la Categoría Primera A.
En 2009 salía del Atlético Nacional para jugar en el Deportivo Pereira, no obstante el mismo jugador rechazó la posibilidad de jugar con el club risaraldense y se queda en el club 'Verdolaga'. Pero en mayo de 2010, se da su salida definitiva del equipo antioqueño.

### Millonarios
El 8 de julio de 2010 es presentado en Bogotá como nuevo refuerzo de Millonarios para el Torneo Finalización.
El 25 de septiembre anota su primer gol con Millonarios en el partido que le ganan 2-0 al América de Cali en Bogotá.
El 22 de noviembre renuncia al club debido a un robo a su apartamento.

### Vuelta a Junior
El 16 de diciembre de 2010 firma para jugar en Junior, un año más tarde se corona campeón del Torneo Finalización 2011.

### Barcelona Sporting Club
Para la temporada 2012, el Ringo Amaya firma con el Barcelona Sporting Club de Ecuador, por un año. Durante el paso del exentrenador Luis Zubeldía el Ringo Amaya fue titular en casi todos los partidos pero desde la renuncia de Zubeldía y la llegada del nuevo entrenador Gustavo Costas fue relegado al banquillo de suplentes, su reemplazo fue el ecuatoriano Carlos Gruezo. Su primer gol con la camiseta del Barcelona fue contra Macará en la goleada que le propinó su equipo 4x1, marcando Amaya el segundo gol.
El 14 de noviembre marca su segundo gol con la camiseta de Barcelona Sporting Club en la victoria de 3x1 sobre El Nacional. El 25 de noviembre, marca su tercer gol, en la penúltima fecha del campeonato ecuatoriano, otra vez frente a Macará; un remate desde fuera del área después de un desborde de Narciso Mina por la izquierda, marco el tanto que le daba el título a Barcelona.

### Patriotas FC
El 28 de enero es confirmado como nuevo refuerzo del Patriotas Fútbol Club.

## Selección nacional
- Con la selección mayor 12 partidos no convirtió gol.

Ha sido internacional con la Selección Colombiana Sub-20, antes de formar parte del primer equipo que participó en la Copa América 2004. Después de una terrible Copa América 2007 Amaya fue elegido para ayudar a dirigir el centro del campo donde tuvo grandes actuaciones.

### Participaciones enCopas América
| Copa América      | Selección | Sede | Resultado    | PJ                           | GA | Asis |
| ----------------- | --------- | ---- | ------------ | ---------------------------- | -- | ---- |
| Copa América 2004 | Colombia  | Perú | Cuarto lugar | 0 (6 partidos como suplente) | 0  | 0    |

### Participaciones enEliminatorias al Mundial
| Mundial                                 | Selección | Sede      | Año       | Posición      | Resultado | PJ | GA | Asis |
| --------------------------------------- | --------- | --------- | --------- | ------------- | --------- | -- | -- | ---- |
| Eliminatorias Mundial de Sudáfrica 2010 | Colombia  | Sudáfrica | 2007-2009 | 7°lugar 23pts | Eliminado | 6  | 0  | 0    |

## Clubes
| Club              | País     | Año       |
| ----------------- | -------- | --------- |
| Junior            | Colombia | 1998-2004 |
| Atlético Nacional | Colombia | 2005-2010 |
| Millonarios       | Colombia | 2010      |
| Junior            | Colombia | 2011      |
| Barcelona SC      | Ecuador  | 2012      |
| Patriotas Boyacá  | Colombia | 2013      |
| Uniautónoma       | Colombia | 2014-2015 |

## Estadísticas

### Clubes
Actualizado al último partido disputado el 22 de noviembre de 2015.
| Club                         | Div.          | Temporada     | Liga  | Liga  | Copas nacionales | Copas nacionales | Copas internacionales | Copas internacionales | Total | Total |
| Club                         | Div.          | Temporada     | Part. | Goles | Part.            | Goles            | Part.                 | Goles                 | Part. | Goles |
| ---------------------------- | ------------- | ------------- | ----- | ----- | ---------------- | ---------------- | --------------------- | --------------------- | ----- | ----- |
| Junior · Colombia            | 1°            | 1999          | 14    | 0     | —                | —                | —                     | —                     | 14    | 0     |
| Junior · Colombia            | 1°            | 2000          | 32    | 0     | —                | —                | —                     | —                     | 32    | 0     |
| Junior · Colombia            | 1°            | 2001          | 31    | 0     | —                | —                | 6                     | 0                     | 37    | 0     |
| Junior · Colombia            | 1°            | 2002          | 39    | 0     | —                | —                | —                     | —                     | 39    | 0     |
| Junior · Colombia            | 1°            | 2003          | 38    | 4     | —                | —                | —                     | —                     | 38    | 4     |
| Junior · Colombia            | 1°            | 2004          | 44    | 3     | —                | —                | 8                     | 1                     | 52    | 4     |
| Junior · Colombia            | 1°            | 2011          | 31    | 0     | 9                | 1                | 3                     | 0                     | 43    | 1     |
| Junior · Colombia            | Total club    | Total club    | 229   | 7     | 9                | 1                | 17                    | 1                     | 255   | 9     |
| Atlético Nacional · Colombia | 1°            | 2005          | 36    | 2     | —                | —                | 4                     | 0                     | 40    | 2     |
| Atlético Nacional · Colombia | 1°            | 2006          | 34    | 0     | —                | —                | 6                     | 0                     | 40    | 0     |
| Atlético Nacional · Colombia | 1°            | 2007          | 39    | 0     | —                | —                | 4                     | 0                     | 43    | 0     |
| Atlético Nacional · Colombia | 1°            | 2008          | 31    | 0     | Desconocido      | Desconocido      | 7                     | 0                     | 38    | 0     |
| Atlético Nacional · Colombia | 1°            | 2009          | 36    | 1     | Desconocido      | Desconocido      | —                     | —                     | 36    | 1     |
| Atlético Nacional · Colombia | 1°            | 2010          | 12    | 1     | Desconocido      | Desconocido      | —                     | —                     | 12    | 1     |
| Atlético Nacional · Colombia | Total club    | Total club    | 188   | 4     | 0                | 0                | 21                    | 0                     | 209   | 4     |
| Millonarios · Colombia       | 1°            | 2010          | 14    | 1     | 8                | 1                | —                     | —                     | 22    | 2     |
| Millonarios · Colombia       | Total club    | Total club    | 14    | 1     | 8                | 1                | 0                     | 0                     | 22    | 2     |
| Barcelona SC · Ecuador       | 1°            | 2012          | 27    | 4     | —                | —                | 5                     | 0                     | 32    | 4     |
| Barcelona SC · Ecuador       | Total club    | Total club    | 27    | 4     | 0                | 0                | 5                     | 0                     | 32    | 4     |
| Patriotas Boyacá · Colombia  | 1°            | 2013          | 10    | 0     | 4                | 0                | —                     | —                     | 14    | 0     |
| Patriotas Boyacá · Colombia  | Total club    | Total club    | 10    | 0     | 4                | 0                | 0                     | 0                     | 14    | 0     |
| Uniautónoma · Colombia       | 1°            | 2014          | 13    | 1     | 5                | 0                | —                     | —                     | 18    | 1     |
| Uniautónoma · Colombia       | 1°            | 2015          | 32    | 0     | 1                | 0                | —                     | —                     | 33    | 0     |
| Uniautónoma · Colombia       | Total club    | Total club    | 45    | 1     | 6                | 0                | 0                     | 0                     | 51    | 1     |
| Total carrera                | Total carrera | Total carrera | 513   | 17    | 27               | 1                | 43                    | 1                     | 583   | 19    |

## Palmarés

### Campeonatos nacionales
| Título              | Club              | País     | Año  |
| ------------------- | ----------------- | -------- | ---- |
| Torneo Finalización | Junior            | Colombia | 2004 |
| Torneo Apertura     | Atlético Nacional | Colombia | 2005 |
| Torneo Apertura     | Atlético Nacional | Colombia | 2007 |
| Torneo Finalización | Atlético Nacional | Colombia | 2007 |
| Torneo Finalización | Junior            | Colombia | 2011 |
| Campeonato Nacional | Barcelona         | Ecuador  | 2012 |